# Lugnut
 (novembre 2016).
Si vous disposez d'ouvrages ou d'articles de référence ou si vous connaissez des sites web de qualité traitant du thème abordé ici, merci de compléter l'article en donnant les références utiles à sa vérifiabilité et en les liant à la section « Notes et références ».
Lugnut est un personnage de la série Transformers: Animated, un Decepticon au service de Mégatron.
En accord avec les scénaristes, son apparence est inspirée du personnage de L'Incroyable Hulk.
Son mode alternatif est un bombardier militaire.

## Séries

### Transformers: Cybertron
Lugnut (Lugnutz en version américaine) est un decepticon originaire de la planète Terre. Il est ami avec la decepticon Thunderblast.

### Transformers: Animated
Lugnut est un des Decepticons principaux de la série. Massif et extrêmement puissant, il possède une force supérieure à celle de l'Autobot Bulkhead, ainsi qu'un armement redoutable de multiples lance-missiles et explosifs. Son visage ne possède qu'un seul œil, à la façon d'un cyclope, et il est capable de voler dans ses deux modes.
Lugnut se caractérise avant tout par sa fidélité envers Mégatron : il est complètement dévoué à son chef, proche du fanatisme, au point de le comparer à un sauveur. Bien que cette dévotion lui vaille la réputation d'être l'un des rares Decepticons réellement fidèle et fiable, elle agace parfois même Mégatron, et est souvent tournée en dérision par les autres Decepticons, de plus il se montre rapidement jaloux si un autre Decepticon, comme Shockwave, gagne les faveurs de son maître. En dépit de sa force et sa fidélité, Lugnut n'est qu'une brute sans grande intelligence et fait usuellement équipe avec Blitzwing, même si tous deux se disputent fréquemment.
Lugnut apparaît pour le premier épisode, On se transforme et on met la Gomme part 1, parmi l'équipage de Mégatron à bord du Némésis. Lorsque Mégatron est à priori mort à la suite de l'explosion d'une bombe posée sur lui par Starscream, il s'échappe du Némésis en vaisseau de sauvetage lorsqu'une explosion menace le vaisseau.
Plus tard, il est révélé que Lugnut et Blitzwing sont restés ensemble après la fuite du Nemesis, et que, sous l'impulsion de Lugnut, ils ont parcouru l'espace à la recherche de Mégatron. Des données fournies par Lockdown les amène sur Terre, où Mégatron, alors encore réduit à l'état d'une tête endommagée, se branche sur le com-link de Lugnut afin de leur donner des instructions. D'abord désireux de combattre les humains, Lugnut scanne un avion comme mode véhicule terrien suivant les ordres de Mégatron afin de ne pas attirer l'attention. Lui et Blitzwing attaquent ensuite les Autobots dans une tentative de prendre la Clé de Sari, mais échouent lamentablement. Endommagés, ils sont ensuite récupérés par Starscream, qui accepte de les aider en échange de leur allégeance.
Cependant, par la suite, Mégatron, rétabli, se débarrasse de Starscream et reprend le contrôle des deux Decepticons. Durant toute la saison 2, tous deux suivent donc ses ordres. Dans le final de la saison 2, Lugnut est frappé par l'attaque d'Oméga Suprême et porté disparu.
Dans l'épisode les 5 faces du destin il est capturé par l'Autobot Sentinel prime avec l'aide secrète de Lockdown, puis emmené par la Garde d’Élite. Cependant, durant le trajet vers Cybertron (épisode Air Decepticon), lui et les autres prisonniers Decepticons sont libérés par Swindle, et se retournent contre leurs Geôliers. Dans la bataille au milieu de l'espace qui s'ensuit, il est blessé et dévie dans l'espace tandis que ses compagnons sont recapturés (à l'exception de Swindle, qui s'échappe au dernier moment). À la fin de l'épisode, il est retrouvé et récupéré par Mégatron et Starscream, qui sont toujours à bord d'Oméga Suprême.
Lugnut réapparaît dans C'est pour ça que je hait les machines, apparemment rétablit et toujours avec Mégatron et Starscream. Ils sont rejoints par Shockwave, et quittent Cybertron. Cependant, dans l'épisode suivant, alors qu'il s'installent sur la Lune de la Terre pour construire une armée de Clones d'Oméga Suprême, une rivalité se développe entre lui et Shockwave pour savoir lequel est le plus fidèle et le plus fiable serviteur de Mégatron. Peu après, lorsque Starscream tente de prendre les codes d'activation d'Oméga Suprême à la place de Mégatron, Lugnut s'interpose et reçoit lui-même les codes, devenant le seul capable de contrôler les clones. À la stupéfaction de Starscream, il reste fidèle à Mégatron malgré le fait qu'il ait à lui seul l'arme suprême, et se réjouit lorsque Mégatron lui fait confiance pour diriger la nouvelle armée. Cependant, en raison d'un blocage de sécurité installé par Arcee, Il s'avère incapable de les contrôler directement, forçant Shockwave à lui implanter un système à cette fin. Cependant, grâce à Ratchet, Arcee réactive Oméga Suprême qui éjecte Lugnut. Celui-ci finira emprisonné avec Shockwave et Mégatron dans l'épisode Fin de Partie 2e partie, tandis que ses 3 Clones seront détruits : le premier par Optimus Prime, le second (devenu un Starscream Suprême avec le troisième à cause d'un sabotage de Starscream dans l'espoir de tuer tous ses ennemis) par Oméga Suprême et le dernier devenu un Starscream Suprême s'autodétruit pour tuer les ennemis de Starscream mais sans succès.